# 柳比德瓦
50°59′51″N 30°4′39″E / 50.99750°N 30.07750°E
柳比德瓦（烏克蘭語：Любидва）是位於烏克蘭北部的村莊，由基辅州维什霍罗德区的季梅爾市鎮負責管轄。該村面積0.5平方公里，海拔高度108米，2001年人口26，人口密度每平方公里58人。